# Wolfgang Eichler (Pädagoge)
Wolfgang Eichler (* 1935) ist ein deutscher Erziehungswissenschaftler, Autor und ehemaliger Mitarbeiter der Akademie der Pädagogischen Wissenschaften der DDR (APW).

## Leben
Eichler war Lehrer von 1954 bis 1972, dann Aspirant und wissenschaftlicher Mitarbeiter an der Akademie der Pädagogischen Wissenschaften. Er promovierte beim Leiter der APW Gerhart Neuner und habilitierte sich. Er wurde unter Eberhard Meumann stellvertretender Direktor des Instituts für Theorie und Geschichte der Pädagogik bis zur Auflösung 1990. Von 1991 bis 1999 war er Projektmitarbeiter in der Abteilung Allgemeine Erziehungswissenschaft des Instituts für Allgemeine Pädagogik der Humboldt-Universität zu Berlin. Anschließend publizierte er weiter als freier Autor besonders zu Aspekten der Entwicklung der Pädagogik als Wissenschaft in der DDR.

## Schriften
- „Meine Liebe ist mir doch die größte Freude.“: Klara Sträter und Berthold Otto. Schneider-Verlag, Baltmannsweiler / Hohengehren 2010, ISBN 978-3-8340-0751-3
- Erziehung als Moment der Gesellschaftsentwicklung: Heidemarie Möllers Beitrag zur Theorie und Methodologie einer Allgemeinen Pädagogik in der DDR. (Gesellschaft und Erziehung), 2009, ISBN 978-3-631-59353-0
- (Mithrsg.): Zur Grundlegung der Erziehungswissenschaft: Texte zur soziologischen Begründung der Pädagogik 1946–1950. (Gesellschaft und Erziehung), 2007, ISBN 978-3-631-56645-9
- Der Stein des Sisyphos. Studien zur allgemeinen Pädagogik in der DDR. LIT 2000, ISBN 3-8258-4413-7.
- Bürgerliche Konzepte allgemeiner Pädagogik: theoriegeschichtliche Studien und Überblicke. Münster 1996 (=Habilitationsschrift 1989 Bürgerliche Konzepte allgemeiner Pädagogik seit dem Ausgang der klassischen bürgerlichen Pädagogik: theoriegeschichtliche Studien und Überblicke)
- Methodologische Fragen der Theoriebildung in der Allgemeinen Pädagogik der DDR. In: Heinz-Hermann Krüger, Winfried Marotzki: Pädagogik und Erziehungsalltag in der DDR. Leske 1994, ISBN 3-322-99776-6, S. 95–116; urn:nbn:de:1111-20120623718, doi:10.1007/978-3-322-99776-0.
- mit Christa Uhlig: Die Akademie der Pädagogischen Wissenschaften der DDR. In: Zeitschrift für Pädagogik, 30. Beiheft. Transformationen der deutschen Bildungslandschaft. Lernprozeß mit ungewissem Ausgang. Beltz, Weinheim / Basel 1993, S. 115–126 pedocs.de
- mit Christa Uhlig: Transformationen in der Pädagogik – das Beispiel „Pädagogik und Schulalltag“ zwischen 1990 und 1995. In: Dietrich Hoffmann, Karl Neumann (Hrsg.): Erziehung und Erziehungswissenschaft in der BRD und der DDR. Band 3: Die Vereinigung der Pädagogen (1989–1995). Weinheim 1996, ISBN 3-89271-659-5
- mit Rosemarie Boldt: Friedrich Wilhelm August Fröbel. Berlin 1982 (zugleich Köln, ISBN 978-3-7609-0663-8)